# Xiautla
Xiautla är en ort i Mexiko.   Den ligger i kommunen Naupan och delstaten Puebla, i den sydöstra delen av landet, 140 km nordost om huvudstaden Mexico City. Xiautla ligger 1 903 meter över havet och antalet invånare är 234.
Terrängen runt Xiautla är kuperad åt sydost, men åt nordväst är den bergig. Runt Xiautla är det tätbefolkat, med 319 invånare per kvadratkilometer. Närmaste större samhälle är Huauchinango, 8,8 km sydost om Xiautla. I omgivningarna runt Xiautla växer i huvudsak blandskog.